# Binn Peak
Der Binn Peak ist ein 400 m hoher Berg auf der Livingston-Insel im Archipel der Südlichen Shetlandinseln. Er überragt das Miers Bluff am südwestlichen Ende der Hurd-Halbinsel.
Das UK Antarctic Place-Names Committee benannte ihn 1990 in falscher Schreibweise nach Thomas Bunn (1794–1882), Kapitän der Robbenfängers Minerva aus London, der zwischen 1820 und 1821 in den Gewässern um die Südlichen Shetlandinseln operiert hatte.